# Manganonaujakasite
La manganonaujakasite è un minerale.

## Etimologia
Il nome deriva dalla composizione chimica: è una naujakasite ricca di manganese.